# Resolute Support
Resolute Support (RS) war vom 1. Januar 2015 bis 11. September 2021 eine NATO-Mission zur Ausbildung und Beratung sowie Unterstützung (englisch Train, Advise, and Assist, TAA) der afghanischen Sicherheitskräfte als Folgemission des am 31. Dezember 2014 beendeten Einsatzes der International Security Assistance Force (ISAF).
Die US-amerikanischen Streitkräfte bezeichneten ihren parallel laufenden  Einsatz seit 1. Januar 2015 als Operation Freedom’s Sentinel. Im April 2021 gaben die USA bekannt, dass sie ihre Streitkräfte bis zum 11. September 2021 abziehen wollen. Das Datum wurde symbolisch vom Kabinett Biden zum 20. Jahrestag der Anschläge am 11. September 2001 gewählt. Daraufhin bereitete auch die Bundeswehr einen Truppenabzug bis Juli 2021 vor. Offiziell begann der Abzug der NATO-Truppen am 1. Mai 2021. Ende Februar 2020 hatte die Trump-Administration mit den Taliban eigentlich vereinbart, dass der vollständige Abzug der Truppen der USA und ihrer Verbündeten binnen 14 Monaten, also bis Ende April 2021, schon abgeschlossen sein sollte.

## Rahmenbedingungen

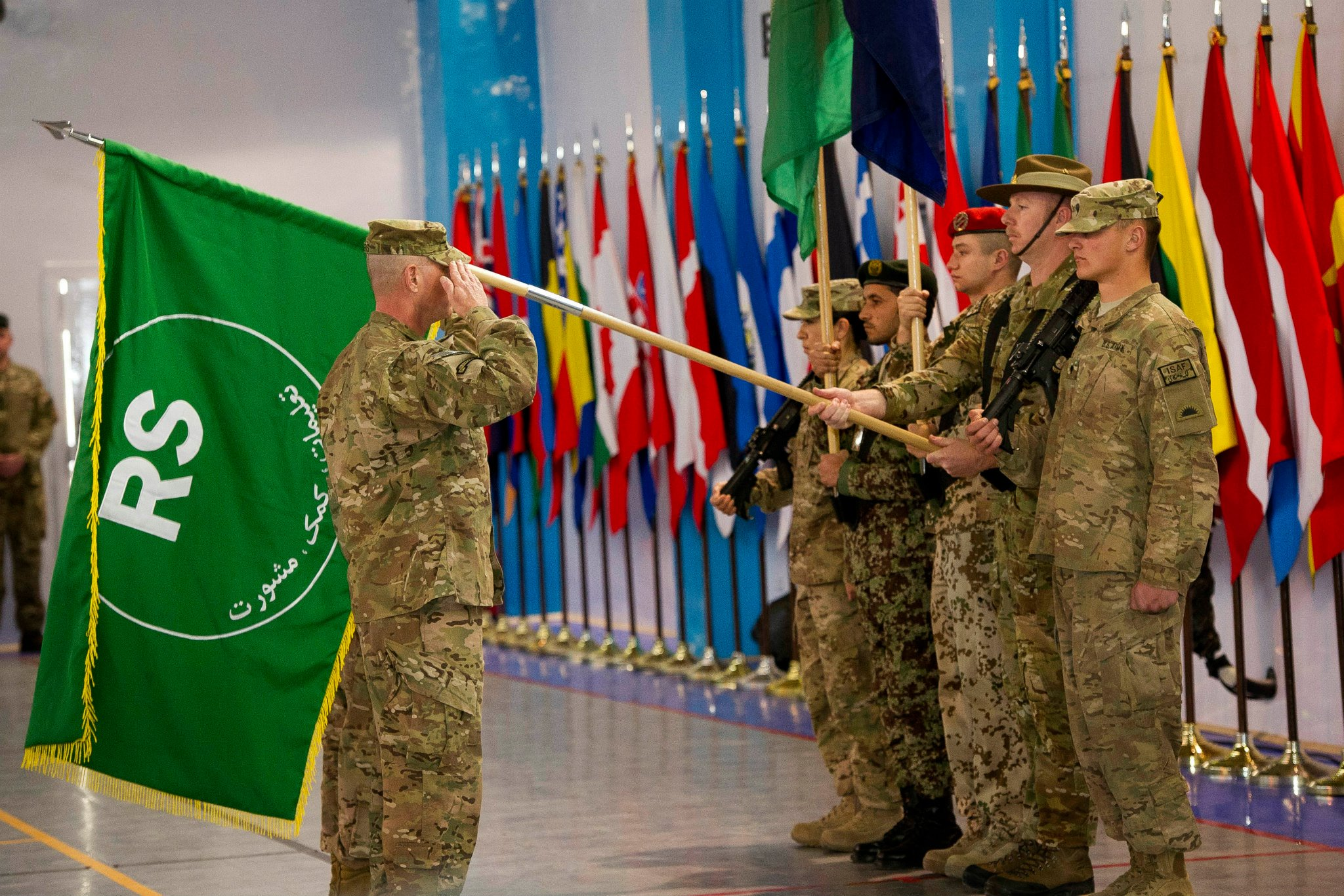
Missionswechsel-Appell ISAF→RS am 28. Dezember 2014 in Kabul

Der Einsatz erfolgte im Rahmen der Implementierung der Beschlüsse der NATO-Gipfel in Chicago am 20. und 21. Mai 2012 und in Newport am 5. und 6. September 2014 sowie auf Grundlage der Zustimmung der Regierung der Islamischen Republik Afghanistan zum durch die NATO und Afghanistan unterzeichneten Truppenstatut vom 30. September 2014 sowie des Einsatzbeschlusses des Nordatlantikrates vom 2. Dezember 2014.
Obwohl die NATO ganz Afghanistan als Operationsgebiet festgelegt hatte, kennzeichnete Resolute Support ein regionaler Ansatz im Rahmen des „Nabe- und Speichenmodells“, wobei die „Nabe“ das Hauptquartier in Kabul und die vier „Speichen“ die Train Advice Assist Commands TAAC North, TAAC East, TAAC South und TAAC West darstellten und das Äquivalent zu den ehemaligen Regional Command (RC) der ISAF bildeten.
Der NATO-Einsatz hatte im Verlauf einen personellen Gesamtumfang zwischen mindestens 13.199 und höchstens 16.229 Soldaten. Neben den meisten NATO-Mitgliedstaaten beteiligten sich weitere Nationen als sogenannte operationelle Partner.

## Organisation
Für den Einsatz war das NATO Allied Joint Force Command Brunssum in den Niederlanden zuständig. Das US-amerikanische Kontingent wurde vom United States Central Command verantwortet.

### Führung
Die Führung erfolgte aus dem Hauptquartier (Resolute Support Mission Headquarters – RSM HQ) in Kabul. Letzter Befehlshaber war seit dem 2. September 2018 bis zum Ende der Mission der US-amerikanische General Austin S. Miller.
| Name                          | Nation             | Zeitraum                          |
| ----------------------------- | ------------------ | --------------------------------- |
| General John F. Campbell      | Vereinigte Staaten | 1. Januar 2015 – 2. März 2016     |
| General John W. Nicholson Jr. | Vereinigte Staaten | 2. März 2016 – 2. September 2018  |
| General Austin S. Miller      | Vereinigte Staaten | 2. September 2018 – 16. Juli 2021 |

| Stellv. Kommandeur                   | Nation                 | Zeitraum                               |
| ------------------------------------ | ---------------------- | -------------------------------------- |
| Generalleutnant Carsten Jacobson     | Deutschland            | 1. Januar 2015 bis Juli 2015           |
| Generalleutnant Tim Radford          | Vereinigtes Königreich | Juli 2015 bis 5. April 2016            |
| Generalleutnant Sandy Storrie        | Vereinigtes Königreich | 6. April 2016 bis 30. Januar 2017      |
| Generalleutnant Rosario Castellano   | Italien                | 31. Januar 2017 bis 24. Oktober 2017   |
| Generalleutnant Richard Cripwell     | Vereinigtes Königreich | 24. Oktober 2017 bis 10. November 2018 |
| Generalleutnant Salvatore Camporeale | Italien                | 10. November 2018 bis November 2019    |
| Generalleutnant Giles Hill           | Vereinigtes Königreich | November 2019 bis 16. Dezember 2020    |
| Generalleutnant Nicola Zanelli       | Italien                | 16. Dezember 2020 bis 16. Juli 2021    |

| Name                                | Nation      | Zeitraum                        |
| ----------------------------------- | ----------- | ------------------------------- |
| Generalleutnant Vincenzo Santo      | Italien     | 1. Januar 2015 bis Juni 2015    |
| Generalleutnant Frank Leidenberger  | Deutschland | Juni 2015 bis 1. Juli 2016      |
| Generalleutnant Jürgen Weigt        | Deutschland | 1. Juli 2016 bis 11. Juni 2017  |
| Generalleutnant Johann Langenegger  | Deutschland | 11. Juni 2017 bis 16. Juli 2018 |
| Generalleutnant Alfons Mais         | Deutschland | 16. Juli 2018 bis 1. April 2019 |
| Generalleutnant Andreas Marlow      | Deutschland | 1. April 2019 bis 9. April 2020 |
| Generalleutnant Thorsten Poschwatta | Deutschland | 9. April 2020 bis 29. Juni 2021 |

### Kommandos
Nachgeordnete Kommandos, die sogenannten Train Advice Assist Commands (TAAC), waren:

#### TAAC Air

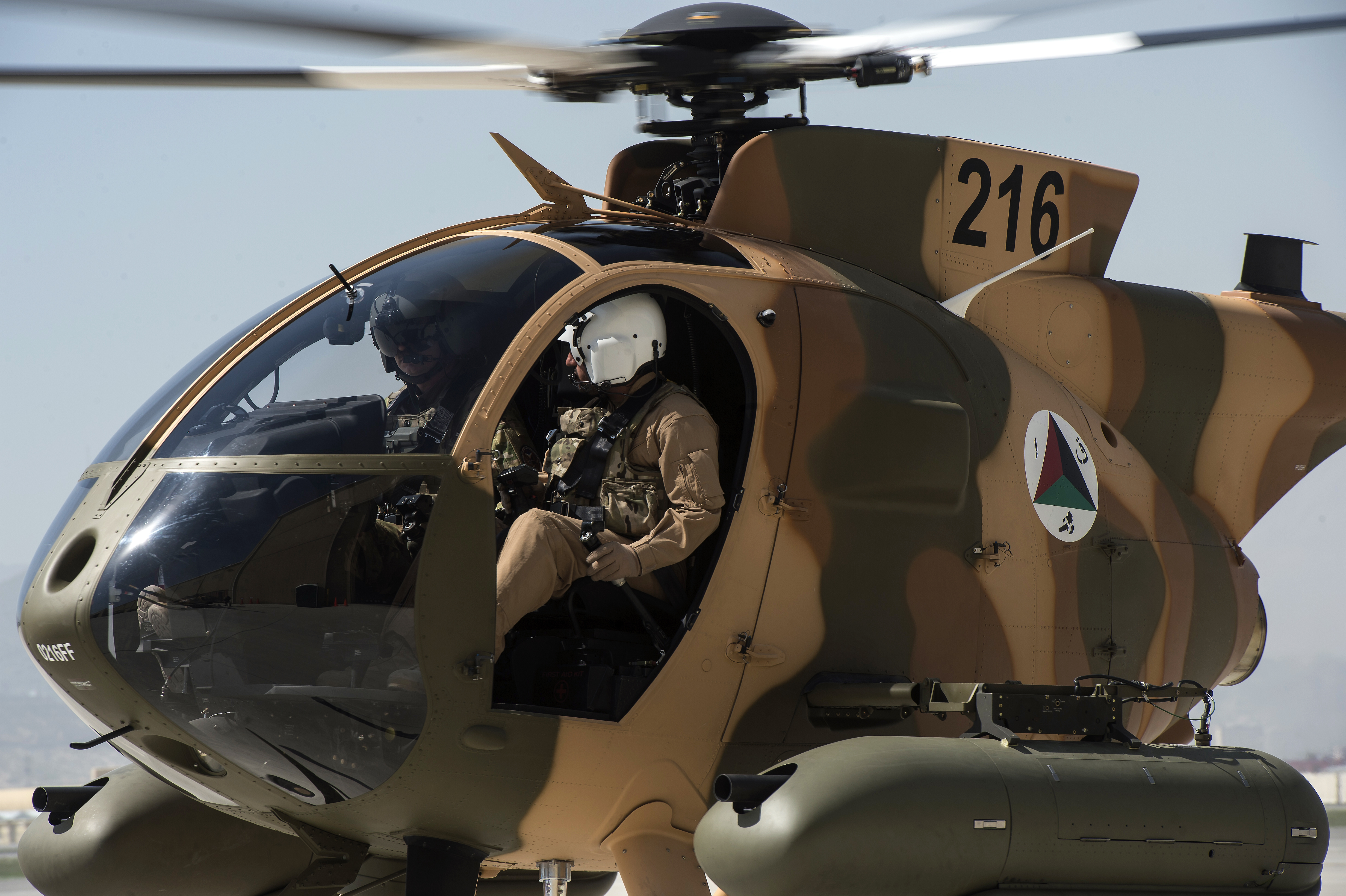
Hubschrauber MD-530F für die Ausbildungsmission auf dem Flughafen Kabul

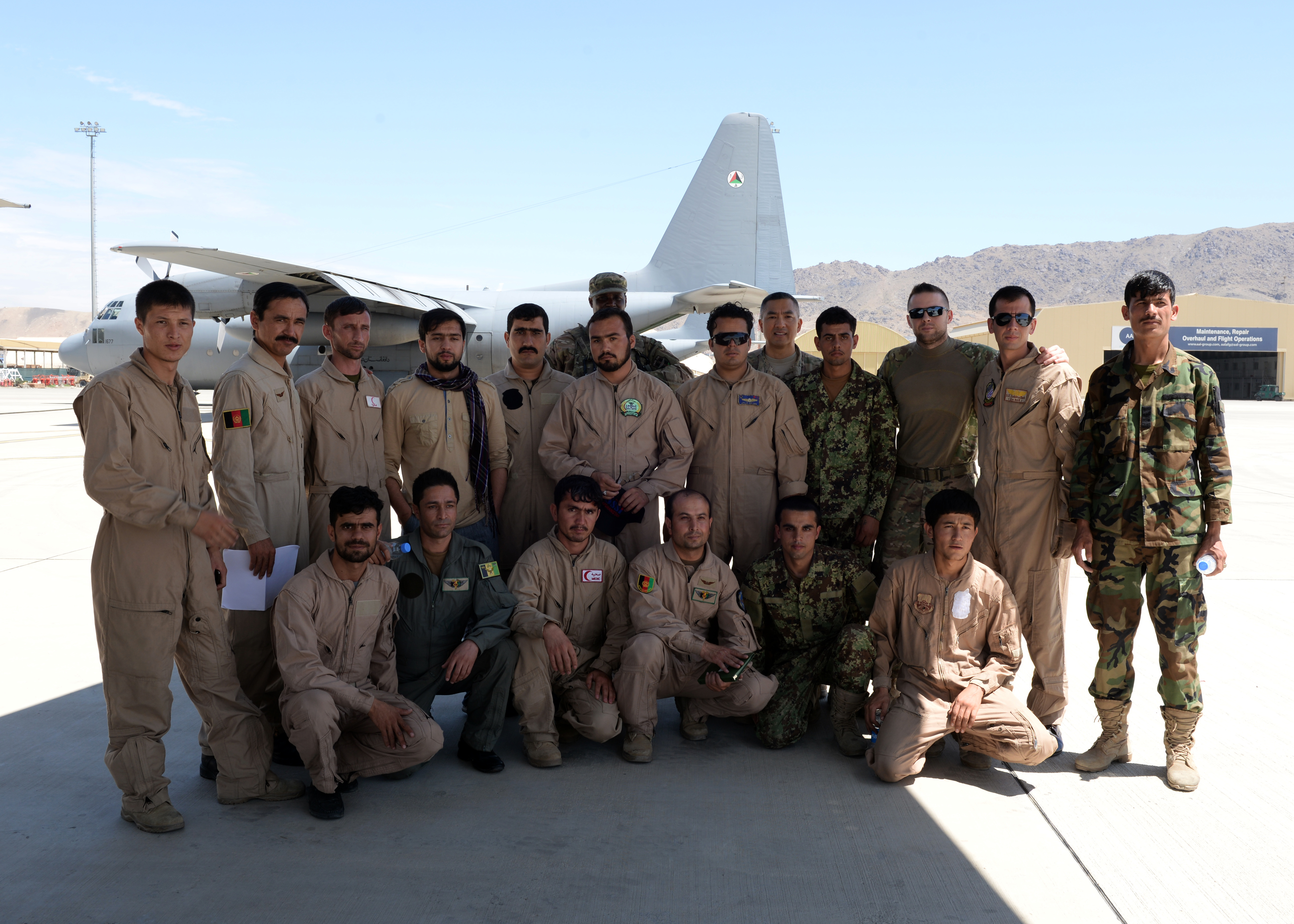
Mitglieder der afghanischen Sicherheitskräfte nach einem MedEvac-Training der TAAC Air in Kabul (Juli 2015)

Das Kommando TAAC Air war für die Einsätze der Luftstreitkräfte im Rahmen der RS-Mission zuständig.
Hauptelement war das 438th Air Expeditionary Wing der US-Luftwaffe.
Daneben beteiligte sich Personal aus Dänemark, Griechenland, Italien, Kroatien, Rumänien, Tschechien, Ungarn und der Türkei.
Ausgebildet wurden Piloten der afghanischen Sicherheitskräfte an Hubschraubern vom Typ UH-60A, Mi-17, Mi-35, UH-1H, MD-530F sowie Flugzeuge des Typs Embraer EMB 314 Super Tucano, Cessna 208B und C-130 Hercules.
| Kommandeur                           | Nation             | Zeitraum                         |
| ------------------------------------ | ------------------ | -------------------------------- |
| Brigadegeneral Michael D. Rothstein  | Vereinigte Staaten | 1. Januar 2015 bis 26. Juli 2015 |
| Brigadegeneral Christopher E. Craige | Vereinigte Staaten | 27. Juli 2015 bis 18. Juni 2016  |
| Brigadegeneral David W. Hicks        | Vereinigte Staaten | 19. Juni 2016 bis 1. Juni 2017   |
| Brigadegeneral Phillip A. Stewart    | Vereinigte Staaten | 1. Juni 2017 bis 5. Juni 2018    |
| Brigadegeneral Joel L. Carey         | Vereinigte Staaten | 5. Juni 2018 bis 4. Juni 2019    |
| Brigadegeneral Jeffery Valenzia      | Vereinigte Staaten | 4. Juni 2019 bis Juni 2020       |
| Oberst Scott T. Yeatman              | Vereinigte Staaten | Juni 2020 bis Juli 2021          |

#### TAAC Capital
Das TAAC Capital war zuständig für die Hauptstadt Kabul und der gleichnamigen Provinz Kabul (ohne Sarobi) in enger Partnerschaft mit der 111. Division der Afghanischen Nationalarmee sowie der afghanischen Polizeikräfte. Truppenstellungen hierfür kamen aus den Staaten Albanien, Georgien, Mazedonien, Türkei und den Vereinigten Staaten.
| Kommandeur                        | Nation | Zeitraum                          |
| --------------------------------- | ------ | --------------------------------- |
| Brigadegeneral Şafak Gök          | Türkei | 1. Januar bis 18. August 2015     |
| Brigadegeneral Şener Topuç        | Türkei | 19. August 2015 bis August 2016   |
| Brigadegeneral Ayhan Saygın       | Türkei | August 2016 bis August 2017       |
| Brigadegeneral Tayyar Aydin       | Türkei | August 2017 bis 7. September 2018 |
| Oberst Ersan Gülen                | Türkei | 7. September 2018 bis April 2019  |
| Brigadegeneral Yasar Dilber       | Türkei | April 2019 bis Oktober 2019       |
| Brigadegeneral Şahin Iğdir        | Türkei | Oktober 2019 bis April 2020       |
| Brigadegeneral Yaşar Dener        | Türkei | April 2020 bis 12. März 2021      |
| Brigadegeneral Selçuk Yurtsizoğlu | Türkei | 12. März 2021 bis 16. Juli 2021   |

#### TAAC East

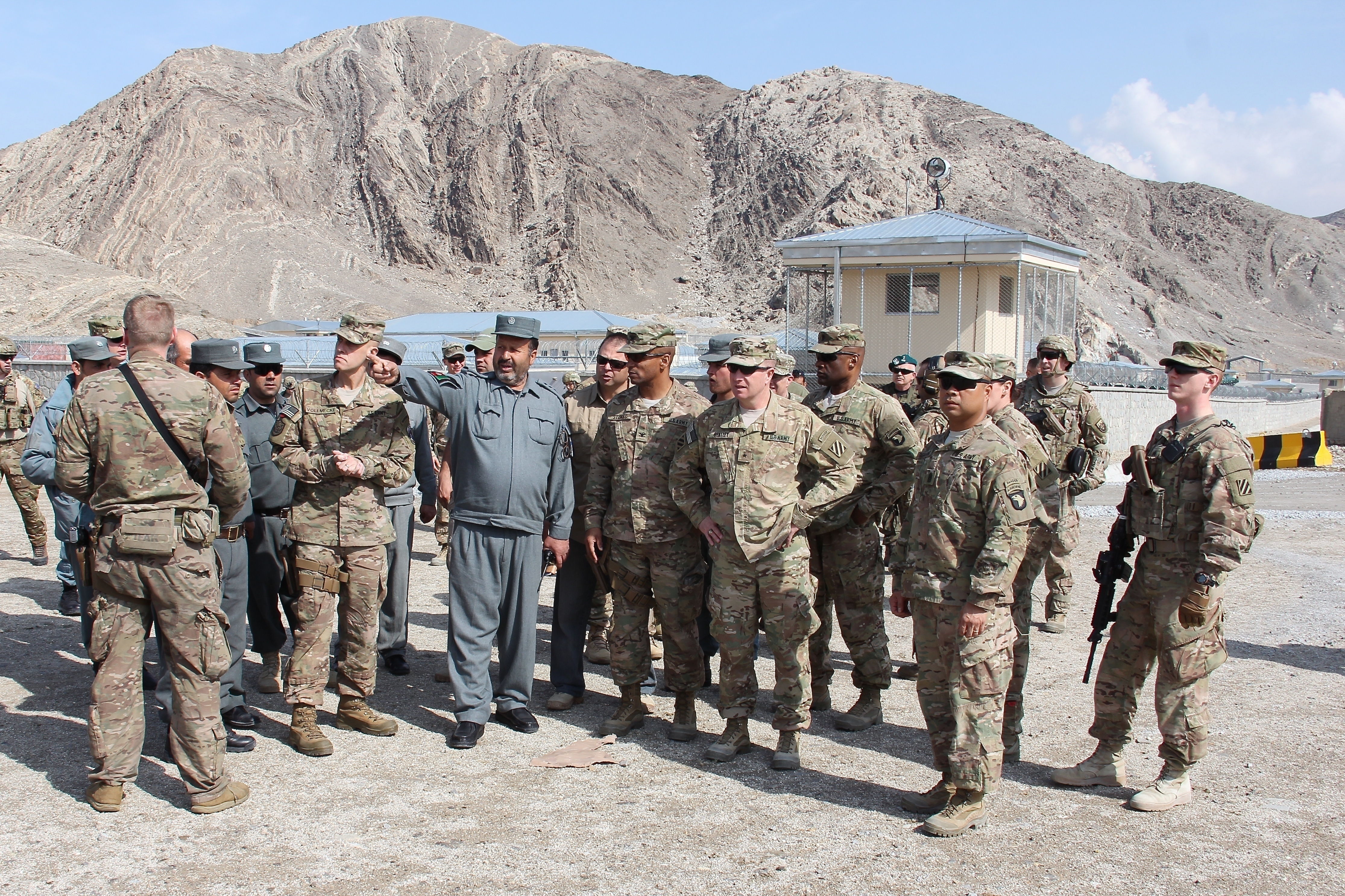
US-Soldaten der TAAC East mit afghanischen Polizisten in der Provinz Nangarhar (Februar 2015)

Im Osten Afghanistans war die TAAC East zuständig für die Provinzen Kapisa, Kunar, Laghman, Nangarhar, Nuristan, Pandschschir und Parwan.
Die US-Streitkräfte setzten 2015 Personal der 10th Mountain Division, der 3rd Brigade Combat Team "Patriots" und der 101st Airborne Division ein. Neben den Vereinigten Staaten beteiligt sich auch Polen in dem Gebiet. Im Oktober 2015 waren mindestens 1000 Soldaten der RS-Mission im Bereich der TAAC East im Einsatz und unterstützten rund 40.000 Soldaten der Afghanischen Nationalarmee (ANA) in der Region, darunter das 201. Korps.
Im zweiten Halbjahr 2020 kam ein Großteil der Kräfte von der 2nd Security Force Assistance Brigade aus Fort Bragg, North Carolina. Weitere Truppensteller waren die 48th Infantry Brigade Macon Volunteers der Army National Guard aus Georgia, der 101st Sustainment Brigade aus Fort Campbell, Kentucky (alle US-Army) sowie der polnischen 20. Mechanisierten Brigade Feldhetman von Litauen Wincenty Gosiewski aus Bartoszyce.
| Kommandeur                            | Nation             | Zeitraum                          |
| ------------------------------------- | ------------------ | --------------------------------- |
| Brigadegeneral Christopher F. Bentley | Vereinigte Staaten | 1. Januar 2015 bis Oktober 2015   |
| Brigadegeneral Michael L. Howard      | Vereinigte Staaten | Oktober 2015 bis September 2016   |
| Brigadegeneral Paul T. Calvert        | Vereinigte Staaten | September 2016 bis September 2017 |
| Brigadegeneral John W. Brennan Jr.    | Vereinigte Staaten | September 2017 bis April 2019     |
| Brigadegeneral Donn H. Hill           | Vereinigte Staaten | April 2019 bis Februar 2020       |
| Brigadegeneral Charles Masaracchia    | Vereinigte Staaten | Februar 2020 bis Juli 2021        |

#### TAAC North
Im Norden Afghanistans war die TAAC North zuständig für die Provinzen Badachschan, Baglan, Balch, Dschuzdschan, Faryab, Kunduz, Samangan, Sar-i Pul und Tachar und hatte damit gemeinsame Grenzen mit den Ländern China, Tadschikistan, Turkmenistan und Usbekistan.
An der TAAC North beteiligten sich neben der Bundesrepublik Deutschland als Führungsnation zahlreiche Staaten: Albanien, Armenien, Belgien, Bosnien und Herzegowina, Estland, Finnland, Georgien, Großbritannien, Kroatien, Lettland, Luxemburg, Mazedonien, Mongolei, Montenegro, Niederlande, Norwegen, Österreich, Schweden, Türkei, Ungarn und die Vereinigten Staaten. Dänemark und Rumänien waren nicht mehr im TAAC North vertreten. Mit über 800 Soldaten stellte die Bundeswehr fast zwei Drittel des TAAC North.
Hauptelemente, die durch die Berater unterstützt wurden, sind das 209. Armeekorps der ANA in Dehdadi (Camp Shaheen), die Afghanische Nationalpolizei und das Operation Coordination Center Region (OCC-R) North. Die Bundeswehr konzentrierte sich bei der Unterstützung der Afghanischen Sicherheitskräfte auf die Armee und stellt die Masse des Afghan National Army Hybrid Advisory Team (ANA HAT) (hybrides Beratungsteam der ANA).
Die Bundeswehr unterhielt zudem das Einsatzgeschwader (airwing) Resolute Support (AW-RS). Dieses setzte sich im August 2020 aus jeweils einer Staffel CH-53 (4 Maschinen) und einer Staffel Heron 1 (3 Maschinen) zusammen. Des Weiteren waren zu diesem Zeitpunkt ein multinationales Force Protection Bataillon, ein Unterstützungsbataillon, ein Einsatzlazarett Multinational Role II+, weitere Sanitätskräfte sowie Militärpolizei eingesetzt. Auch die KSK wurden im Rahmen der Resolute Support als Ausbilder in Afghanistan eingesetzt.
| Kommandeur                       | Nation      | Zeitraum                                |
| -------------------------------- | ----------- | --------------------------------------- |
| Brigadegeneral Harald Gante      | Deutschland | 1. Januar bis 18. Februar 2015          |
| Brigadegeneral Andreas Hannemann | Deutschland | 19. Februar bis 19. Dezember 2015       |
| Brigadegeneral Hartmut Renk      | Deutschland | 19. Dezember 2015 bis 10. November 2016 |
| Brigadegeneral André Bodemann    | Deutschland | 10. November 2016 bis 3. Oktober 2017   |
| Brigadegeneral Wolf-Jürgen Stahl | Deutschland | 3. Oktober 2017 bis 22. August 2018     |
| Brigadegeneral Gerhard Klaffus   | Deutschland | 22. August 2018 bis 21. August 2019     |
| Brigadegeneral Jürgen Brötz      | Deutschland | 21. August 2019 bis 20. August 2020     |
| Brigadegeneral Ansgar Meyer      | Deutschland | 20. August 2020 bis 29. Juni 2021       |

#### TAAC South
Das TAAC South umfasste die südlichen Provinzen Daikondi, Kandahar, Urusgan und Zabul.
Neben einem größeren Kontingent der Vereinigten Staaten beteiligten sich auch Soldaten aus Australien, Belgien, Georgien, Großbritannien, Jordanien, Rumänien und der Slowakei.
Es bestand eine Zusammenarbeit mit dem 205. Korps der Afghanischen Nationalarmee und einem Team der Afghanischen Nationalpolizei.
Die USA stellten 2015 Personal aus der 7th Infantry Division, der 1st Brigade Combat Team "Bastogne" und der 101st Airborne Division. Auf dem Luftwaffenstützpunkt in Kandahar war auch die mit Drohnen ausgerüstete 451st Air Expeditionary Group der US-Luftwaffe stationiert. 2016 wurden die Task Force Bayonet mit Teilen der 7th Infantry Division, die Task Force Warhorse mit Teilen des 2nd Infantry Brigade Combat Teams der 4th Infantry Division, die Task Force Comanche mit Teilen des 3rd Aviation Battalion (Assault) der 4th Combat Aviation Brigade und die 451st Air Expeditionary Group, ausgerüstet u. a. mit Drohnen vom Typ MQ-1 Predator, nach Südafghanistan verlegt.
Im Jahr 2017 wurden ein Großteil der Kräfte des TAAC South von der 36th Infantry Division der Texas Army National Guard gestellt, im Jahr 2018 stellte die 40th Infantry Division der California Army National Guard das Hauptkontingent.
Im zweiten Halbjahr 2020 stellte erneut die 40th Infantry Division sowie das 2nd Infantry Brigade Combat Team der 4th Infantry Division aus Fort Carson, Colorado einen Großteil der Kräfte. Weitere Kräfte kamen aus Bulgarien, Polen, Rumänien und der Ukraine.
| Kommandeur                          | Nation             | Zeitraum                              | Bemerkungen                                        |
| ----------------------------------- | ------------------ | ------------------------------------- | -------------------------------------------------- |
| Brigadegeneral Viet Xuan Luong      | Vereinigte Staaten | 1. Januar bis Juli 2015               |                                                    |
| Brigadegeneral Paul Bontrager       | Vereinigte Staaten | Juli 2015 bis Dezember 2015           |                                                    |
| Brigadegeneral Antonio A. Aguto Jr. | Vereinigte Staaten | Dezember 2015 bis 21. Juni 2016       |                                                    |
| Brigadegeneral Samuel Lee Henry     | Vereinigte Staaten | 22. Juni 2016 bis 28. Februar 2017    |                                                    |
| Brigadegeneral Chuck Aris           | Vereinigte Staaten | 28. Februar 2017 bis 31. Oktober 2017 |                                                    |
| Brigadegeneral John Lathrop         | Vereinigte Staaten | 31. Oktober 2017 bis 30. Juni 2018    |                                                    |
| Brigadegeneral Jeffrey D. Smiley    | Vereinigte Staaten | 30. Juni 2018 bis 18. Oktober 2018    | Im Einsatz verwundet und abgelöst.                 |
| Brigadegeneral John Shanahan        | Australien         | 18. Oktober 2018 bis 24. Februar 2019 | Interim                                            |
| Brigadegeneral Miles Brown          | Vereinigte Staaten | 24. Februar 2019 bis Februar 2020     |                                                    |
| Oberst Trevor Bredenkamp            | Vereinigte Staaten | Februar 2020 bis 29. Mai 2020         |                                                    |
| Brigadegeneral Mike Eastman         | Vereinigte Staaten | 29. Mai 2020 bis Mai 2021             |                                                    |
| Oberstleutnant Matt Adamczyk        | Vereinigte Staaten | Mai bis Juli 2021                     | Dienstposten wegen Truppenreduzierung herabgestuft |

#### TAAC West

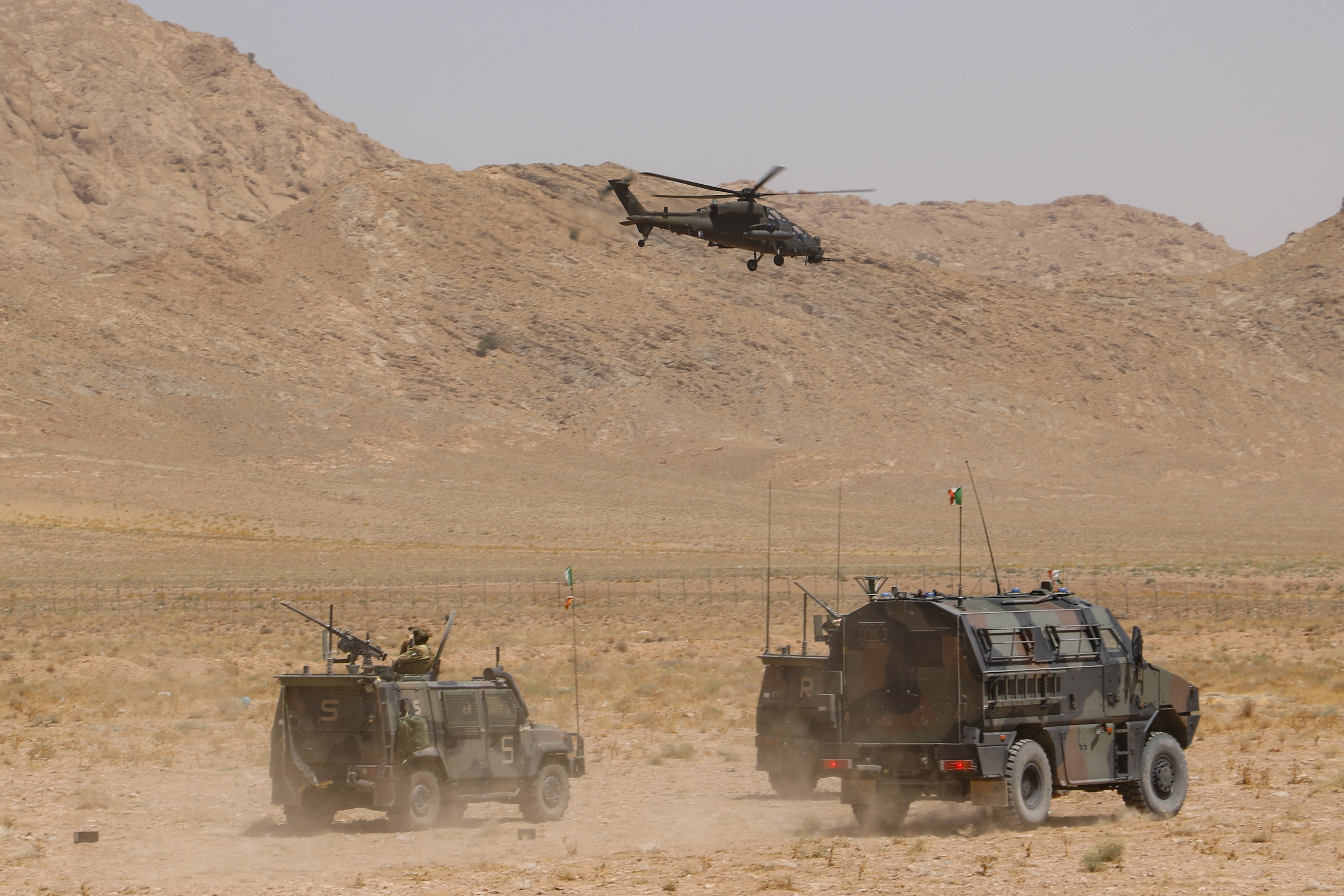
Italienische Soldaten der TAAC West in der Provinz Herat (2019)

Im Westen des Landes befand sich der Zuständigkeitsbereich der TAAC West und umfasste die Provinzen Badghis, Farah, Ghor und Herat.
Es beteiligten sich die Staaten Albanien, Italien, Litauen, Slowenien, Spanien, die Ukraine, Ungarn und die Vereinigten Staaten.
Italien stellte im Jahr 2015 Personal aus der Gebirgsjägerbrigade Brigata alpina “Julia” u. a. das 8. Alpini-Regiment, der mechanisierten Infanteriebrigade Brigata meccanizzata “Aosta” sowie der Aviazione dell’Esercito (AVES) (Heeresflieger).
Im ersten Quartal 2018 wurde ein Großteil der Italienischen Kräfte von der Brigata meccanizzata “Sassari” (Heimatstandorte auf Sardinien), im zweiten Quartal 2018 von der der mechanisierten Infanteriebrigade Brigata meccanizzata “Pinerolo” aus Bari gestellt. Im ersten Quartal 2019 wurden die Hauptkräfte von der Luftbeweglichen Brigade Brigata aeromobile “Friuli” aus Bologna gestellt. Deren Kommandeur wurde in dieser Zeit auch Kommandeur des TAAC West.
Im zweiten Quartal 2019 war die Brigata di cavalleria “Pozzuolo del Friuli” aus Görz, im Ersten Quartal 2020 die 132ª Brigata corazzata “Ariete” aus Pordenone Leitverband im TAAC West. Deren jeweiliger Kommandeur war in dieser Zeit auch Kommandeur des TAAC West. Auch Einheiten der 4th Infantry Division der U.S. Army waren in diesem Zeitraum im TAAC West eingesetzt.
Unterstützt wurde das 207. Korps der Afghanischen Nationalarmee sowie der 606. Polizeidistrikt der Afghanischen Nationalpolizei.
| Kommandeur                              | Nation  | Zeitraum                              |
| --------------------------------------- | ------- | ------------------------------------- |
| Brigadegeneral Maurizio Angelo Scardino | Italien | 1. Januar bis 14. September 2015      |
| Brigadegeneral Mauro D’ubaldi           | Italien | 15. September 2015 bis 14. Mai 2016   |
| Brigadegeneral Gianpaolo Mirra          | Italien | 15. Mai 2016 bis 29. Januar 2017      |
| Brigadegeneral Claudio Minghetti        | Italien | 30. Januar 2017 bis 14. Dezember 2017 |
| Brigadegeneral Gianluca Carai           | Italien | 14. Dezember 2017 bis 13. Juni 2018   |
| Brigadegeneral Francesco Bruno          | Italien | 13. Juni 2018 bis 15. Dezember 2018   |
| Brigadegeneral Salvatore Annigliato     | Italien | 15. Dezember 2018 bis Juni 2019       |
| Brigadegeneral Giovanni Parmiggiani     | Italien | Juni 2019 bis Dezember 2019           |
| Brigadegeneral Enrico Barduani          | Italien | Dezember 2019 bis 12. August 2020     |
| Brigadegeneral Alberto Vezzoli          | Italien | 12. August 2020 bis Mai 2021          |
| Brigadegeneral Beniamino Vergori        | Italien | Mai bis Juli 2021                     |

### Task Forces

#### Task Force Southwest
Die Task Force Southwest wurde am 29. April 2017 gegründet und unterstützte das 215. Armeekorps der afghanischen Armee und die 505. ANP Zone der afghanischen Nationalpolizei auf Brigade- und Kandak-Ebene. Das Hauptquartier befand sich im Camp Shorabak (früher Camp Bastion) nordwestlich von Laschkar Gah. Rund 1000 überwiegend US-Soldaten und 23.000 afghanische Sicherheitskräfte waren für den Bereich der Provinzen Helmand und Nimroz im Rahmen der Operation Freedom Sentinel zuständig.
| Kommandeur                          | Nation             | Zeitraum                           |
| ----------------------------------- | ------------------ | ---------------------------------- |
| Brigadegeneral Roger B. Turner, Jr. | Vereinigte Staaten | 29. April 2017 bis 15. Januar 2018 |
| Brigadegeneral Benjamin T. Watson   | Vereinigte Staaten | 15. Januar 2018 bis August 2019    |
| Brigadegeneral David L. Odom        | Vereinigte Staaten | August 2019 bis Juli 2021          |

#### Task Force Southeast
Die Task Force unterstützte ab Mai 2017 das 203. Korps der afghanischen Armee und die 303. ANP Zone der afghanischen Nationalpolizei im Rahmen der Operation Khalid. Rund 300 überwiegend US-Soldaten und 40.000 afghanische Sicherheitskräfte waren für die Provinzen Paktia, Paktika, Logar, Wardak, Ghazni, Khost und Bamiyan und damit auch für die 570 Kilometer lange Grenze zu Pakistan zuständig. Das Hauptquartier befand sich in Gardez.
| Kommandeur                        | Nation                 | Zeitraum                    |
| --------------------------------- | ---------------------- | --------------------------- |
| Brigadegeneral David M. Hamilton  | Vereinigte Staaten     | Mai 2017 bis Mai 2018       |
| Brigadegeneral Richard F. Johnson | Vereinigte Staaten     | Mai 2018 bis April 2019     |
| Brigadegeneral Kevin D. Admiral   | Vereinigte Staaten     | April 2019 bis Februar 2020 |
| Brigadegeneral Leigh Tingey       | Vereinigtes Königreich | Februar 2020 bis Juli 2021  |

## Beteiligte Staaten

### Überblick
An der Mission waren die folgenden Staaten beteiligt:
| Staat                   | Stärke Mai 2015 | Stärke Mai 2016 | Stärke Mai 2017 | Stärke Mai 2018 | Stärke Juni 2019 | Stärke Juni 2020 | Stärke Juni 2021 |
| ----------------------- | --------------- | --------------- | --------------- | --------------- | ---------------- | ---------------- | ---------------- |
| Albanien*               | 42              | 43              | 83              | 83              | 135              | 99               | 99               |
| Armenien                | 121             | 65              | 121             | 121             | 121              | 121              | 121              |
| Aserbaidschan           | 94              | 94              | 94              | 120             | 120              | 120              | 120              |
| Australien              | 400             | 174             | 270             | 300             | 300              | 200              | 80               |
| Belgien*                | 43              | 40              | 62              | 78              | 83               | 92               | 72               |
| Bosnien und Herzegowina | 53              | 55              | 55              | 60              | 63               | 66               | 66               |
| Bulgarien*              | 110             | 109             | 92              | 158             | 159              | 160              | 117              |
| Dänemark*               | 160             | 90              | 97              | 155             | 155              | 108              | 135              |
| Deutschland*            | 850             | 980             | 980             | 1.300           | 1.300            | 1.300            | 1.300            |
| Estland*                | 4               | 5               | 4               | 5               | 42               | 45               | 45               |
| Finnland                | 80              | 30              | 29              | 29              | 67               | 65               | 20               |
| Georgien                | 885             | 861             | 872             | 872             | 870              | 860              | 860              |
| Griechenland*           | 4               | 4               | 4               | 6               | 12               | 11               | 11               |
| Island*                 | 4               | 2               | 2               | 2               | 3                | 0                | 0                |
| Irland*                 | 7               | 0               | 0               | 0               | 0                | 0                | 0                |
| Italien*                | 500             | 827             | 1037            | 895             | 895              | 895              | 895              |
| Kroatien*               | 91              | 81              | 95              | 106             | 106              | 76               | 0                |
| Lettland*               | 25              | 22              | 22              | 36              | 40               | 40               | 2                |
| Litauen*                | 70              | 13              | 21              | 50              | 50               | 25               | 40               |
| Luxemburg*              | 1               | 1               | 1               | 1               | 2                | 2                | 2                |
| Nordmazedonien          | 38              | 39              | 39              | 39              | 47               | 42               | 17               |
| Mongolei                | 120             | 120             | 120             | 120             | 233              | 233              | 233              |
| Montenegro*             | 17              | 17              | 18              | 20              | 31               | 32               | 0                |
| Niederlande*            | 83              | 82              | 100             | 100             | 160              | 160              | 160              |
| Neuseeland              | 8               | 8               | 10              | 13              | 13               | 9                | 6                |
| Norwegen*               | 56              | 35              | 42              | 54              | 54               | 61               | 101              |
| Österreich              | 10              | 9               | 10              | 18              | 18               | 11               | 16               |
| Polen*                  | 150             | 198             | 198             | 247             | 330              | 360              | 290              |
| Portugal*               | 10              | 10              | 10              | 10              | 214              | 188              | 174              |
| Rumänien*               | 650             | 588             | 587             | 679             | 763              | 738              | 619              |
| Schweden                | 30              | 23              | 25              | 29              | 29               | 13               | 16               |
| Slowakei*               | 39              | 40              | 38              | 34              | 33               | 20               | 25               |
| Slowenien*              | 7               | 7               | 7               | 8               | 8                | 6                | 6                |
| Spanien*                | 294             | 7               | 8               | 8               | 67               | 36               | 24               |
| Tschechien*             | 236             | 214             | 223             | 230             | 343              | 91               | 52               |
| Türkei*                 | 503             | 520             | 659             | 588             | 593              | 600              | 600              |
| Ukraine                 | 10              | 10              | 10              | 11              | 21               | 13               | 10               |
| Ungarn*                 | 97              | 84              | 90              | 93              | 93               | 89               | 8                |
| Vereinigte Staaten*     | 6.827           | 6.954           | 6.941           | 8.475           | 8.475            | 8.000            | 2.500            |
| Vereinigtes Königreich* | 470             | 352             | 500             | 500             | 1.000            | 950              | 750              |
| NATO-Staaten*           | 11.350          | 11.325          | 11.903          | 13.921          | 15.246           | 14.291           | 8.027            |
| Nicht-NATO-Staaten      | 1.849           | 1.488           | 1.673           | 1.732           | 1.902            | 1.646            | 1.565            |
| Gesamt                  | 13.199          | 12.813          | 13.576          | 15.653          | 17.148           | 15.937           | 9.592            |

### Deutschland
Deutschland beteiligte sich am Einsatz vom 1. Januar 2015 bis 29. Juni 2021 gemäß Beschluss des Deutschen Bundestages vom 18. Dezember 2014 mit bis zu 850 Bundeswehr-Soldaten und übernahm als Rahmennation in Masar-e Scharif besondere Verantwortung. Das dortige Camp Marmal war die Basis des deutschen Kontingents und des durch einen deutschen Brigadegeneral geführten TAA Command North. Darüber hinaus leisteten weitere deutsche Soldaten in Kabul und Bagram ihren Dienst. Bis zur Schließung am 20. Dezember 2015 auch noch im Strategischen Lufttransportstützpunkt Termez in Usbekistan.
Für die deutsche Beteiligung an „Resolute Support“ in Afghanistan wurden folgende Leistungen und Fähigkeiten bereitgestellt:
- Beratung, Ausbildung und Unterstützung;[23]
- Stabilisierung, Sicherung, Schutz und ggf. Evakuierung;[24]
- Führung;
- Führungsunterstützung;
- logistische und sonstige Unterstützung einschließlich Transport, Umschlag und Rückverlegung;
- Militärisches Nachrichtenwesen;
- sanitätsdienstliche Versorgung einschließlich des Verwundetenlufttransports;[25]
- Aufklärung und Überwachung, einschließlich abbildende Aufklärung und Überwachung aus der Luft sowie Auswertung;
- Zivil-militärische Zusammenarbeit einschließlich humanitärer Hilfs- und Unterstützungsdienste

Weiterhin wurden Kräfte in Missions-Stäben und -Hauptquartieren einschließlich der Kräfte zur Unterstützung der Führungsfähigkeit eingesetzt.
Ein deutscher Soldat verstarb während des Einsatzes im Camp Marmal. Insgesamt waren seit dem Jahr 2001 rund 135.000 deutsche Soldaten in Afghanistan eingesetzt, 59 kamen dort ums Leben (Stand Oktober 2021).

#### Abzug
Am Dienstag, den 29. Juni 2021, verließen die letzten deutschen Soldatinnen und Soldaten Afghanistan und beendeten damit die fast zwanzigjährige Einsatzgeschichte der Bundeswehr am Hindukusch. Offiziell endete der Einsatz am 27. August 2021.

##### Kritik
Nach der Ankunft der letzten Einheiten aus Afghanistan am 30. Juni war Kritik an der Bundesregierung laut geworden, weil kein Politiker die Heimkehrer in Empfang genommen hatte. Verteidigungsministerin Kramp-Karrenbauer wies diese Kritik zurück: „Die Soldatinnen und Soldaten wollten so schnell wie möglich zu ihren Familien nach Hause. Der Wunsch des Kontingents ist absolut nachvollziehbar, da viele von ihnen länger als gewöhnlich von ihren Familien getrennt waren.“

##### Würdigung
Am 13. Oktober 2021 erfolgte die offizielle Würdigung des Afghanistan-Einsatzes. Am Ehrenmal der Bundeswehr wurde mit Kranzniederlegung den in Einsätzen Gefallenen und Verstorbenen gedacht, beim Abschlussappell im Bendlerblock hielten Bundespräsident Frank-Walter Steinmeier, Bundestagspräsident Wolfgang Schäuble und Verteidigungsministerin Annegret Kramp-Karrenbauer eine Rede. Dem schloss sich ein Empfang durch den Bundestagspräsidenten an, dem wiederum ein Großer Zapfenstreich auf dem Platz der Republik vor dem Reichstagsgebäude folgte.
Zuvor hatten sich mehrere Bundestagsabgeordnete für einen Festakt am Bundestag eingesetzt. Ursprünglich war vom Verteidigungsministerium lediglich einen Appell im Berliner Bendlerblock geplant gewesen.

## Verluste und weitere Vorfälle
Bei einem Angriff auf die Bagram Air Base wurde am 8. Juni 2015 die US-Amerikanerin Krissie K. Davis getötet. Sie war für die Defense Logistics Agency (DLA) des Verteidigungsministeriums tätig.
Bei einem Angriff am 7. August 2015 auf das Camp Integrity bei Kabul wurde der US-Amerikaner Peter A. McKenna der 7th Special Forces Group (Airborne) getötet.
Am 28. August 2015 tötete ein in afghanischer Armeeuniform gekleideter Angreifer nahe dem Camp Antonik (vormals Camp Bastion) in der Provinz Helmand die beiden US-Luftwaffensoldaten Matthew D. Roland und Forrest B. Sibley der Special Tactics Squadron (STS) in ihrem Fahrzeug.
Um zirka 0:00 Uhr Ortszeit in der Nacht vom 1. auf den 2. Oktober 2015 stürzte eine US-amerikanische Transportmaschine vom Typ Lockheed C-130 auf dem Flughafen von Dschalalabad in Afghanistan ab. Sechs US-amerikanische Soldaten sowie fünf Zivilisten, die an der Mission beteiligt waren, starben. Die Ursache des Absturzes ist unklar.
Am 11. Oktober 2015 stürzte nahe Kabul ein Transporthubschrauber vom Typ Eurocopter AS 332L2 Super Puma Mk2 ab. Dabei starben zwei britische Soldaten, zwei US-Soldaten und ein französischer Zivilist.
Am 21. Dezember 2015 wurden nahe dem Ort Bajawryan und dem US-Luftwaffenstützpunkt Bagram bei einem Selbstmordanschlag der Taliban mindestens sieben Menschen, darunter sechs US-Soldaten im Rahmen der Unterstützungsmission Resolute Support getötet. Vier der US-Soldaten gehörten zu Einheiten der United States Air Force Office of Special Investigations (AFOSI) und zwei Soldaten zur Air National Guard des US-Bundesstaates New York.
Am 4. Januar 2016 wurde ein Bundeswehrfahrzeug in Kabul von einem Selbstmordattentäter angegriffen, als es sich gerade auf dem Weg zum Flughafen befand. Dabei wurden zwei Bundeswehrsoldaten leicht verletzt.
Am 5. Januar 2016 verstarb der US-amerikanische Staff Sergeant Matthew Q. McClintock der 19th Special Forces Group (Airborne) nach einem Feuergefecht nahe Marjah in der Provinz Helmand.
Am 7. Mai 2016 wurden während einer Ausbildungsmission für die afghanische Polizei im Süden des Landes zwei Soldaten der rumänischen Streitkräfte von zwei Angreifern in afghanischer Militäruniform getötet. Ein weiterer wurde verletzt. Anschließend wurden die Angreifer getötet.
Bei einer Operation am 5. November 2016 in der Provinz Kundus wurden 2 US-Soldaten, 30 afghanische Zivilisten, 4 afghanische Angehörige von Spezialeinheiten und 26 Aufständische getötet. Ziel der Operation war es, eine Attacke auf die Stadt Kundus zu verhindern.
Am 10. November 2016 wurde auf das deutsche Generalkonsulat in Masar-e Scharif ein Angriff mit einer Autobombe verübt. Es starben 6 Menschen, 120 wurden verletzt. Am Morgen darauf fuhren drei männliche Personen auf Motorrädern auf den abgesperrten Tatort zu, trotz Warnschüssen setzten sie ihre Fahrt fort und wurden anschließend durch Bundeswehrsoldaten beschossen. Zwei der Männer starben, der Dritte wurde schwer verletzt.
Am 12. November 2016 wurde die Bagram Air Base von einem Selbstmordattentäter angegriffen, der sich in der Kantine durch die Zündung eines Sprengsatzes selbst tötete. Es starben zwei US-Soldaten und zwei US-Mitarbeiter privater Sicherheitsfirmen. Darüber hinaus wurden 16 US-Soldaten und ein polnischer Soldat verletzt.
Ein afghanischer Soldat erschoss am 10. Juni 2017 drei US-Soldaten in der Provinz Nangarhar und verletzt einen Weiteren. Zu der Tat bekannten sich die radikal-islamischen Taliban.
Am 5. August 2018 wurden bei Tscharikar drei tschechische Soldaten bei einer Fußpatrouille durch einen Selbstmordanschlag der radikal-islamischen Taliban getötet. Zwei Soldaten der afghanischen Nationalarmee und ein US-Soldat wurden verwundet.
Am 19. Oktober 2018 wurden bei einem Angriff der radikalislamischen Taliban nach einem Treffen im Gouverneurspalast in Kandahar an dem auch der Befehlshaber der Resolute Support Mission, US-General Austin S. Miller teilnahm, der Polizeichef der Provinz Kandahar, Generalleutnant Abdul Rasik Atschiksai, der Geheimdienstchef von Kandahar, General Abdul Momin Hussein Chel und der Journalist Salim Dschan Naumedi getötet. Der Gouverneur der Provinz Kandahar Zulmai Wesa wurde schwer verletzt. Nach dem Attentat wurde die Parlamentswahl für die Provinz Kandahar offiziell verschoben.